# Alexi Grewal
Alexi Singh Grewal (pendżab. ਅਲੇਕ੍ਸੀ ਸਿੰਘ ਗਰੇਵਾਲ, ur. 8 września 1960 w Aspen) – amerykański kolarz szosowy, mistrz olimpijski.

## Kariera
Największy sukces w karierze Alexi Grewal osiągnął w 1984 roku, kiedy zdobył złoty medal w indywidualnym wyścigu ze startu wspólnego podczas igrzysk olimpijskich w Los Angeles. W zawodach tych bezpośrednio wyprzedził Kanadyjczyka Steve’a Bauera oraz Norwega Daga Otto Lauritzena. Był to jedyny medal wywalczony przez Grewala na międzynarodowej imprezie tej rangi oraz jego jedyny start olimpijski. Poza tym startował głównie w Stanach Zjednoczonych, chociaż w 1981 roku zajął drugie miejsce w klasyfikacji generalnej Vuelta de Chile, a pięć lat później był trzeci we francuskim Tour de l’Avenir. Dwukrotnie zdobywał medale szosowych mistrzostw kraju: w 1983 roku był drugi, a w 1989 roku trzeci w indywidualnym wyścigu ze startu wspólnego. Nigdy jednak nie zdobył medalu na szosowych mistrzostwach świata.
W kwietniu 2008 roku przyznał, iż stosował doping w czasie swej kariery, w tym efedrynę.

## Najważniejsze zwycięstwa
- 1983 – etap w Tour de l’Avenir
- 1984 – mistrzostwo olimpijskie w indywidualnym wyścigu szosowym
- 1986 – etap w Tour de l’Avenir
- 1988 – Redlands Bicycle Classic
- 1992 – etap w Tour Du Pont